# Ilustracja

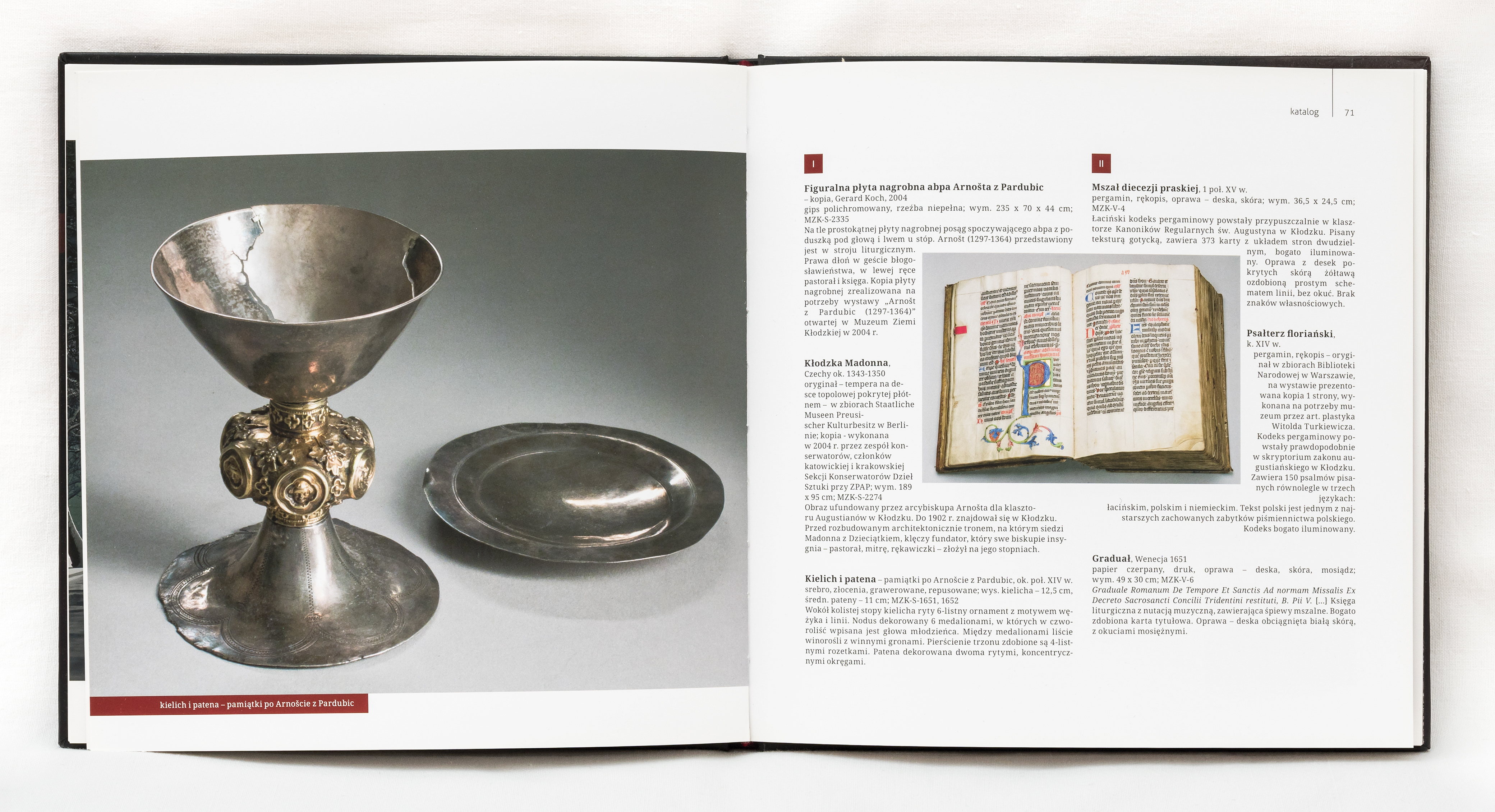
Ilustracje książkowe

Ilustracja (łac. illustratio rozjaśnienie, unaocznienie) – obraz, fotografia, rysunek, rycina lub inny element graficzny dodany do napisanego lub wydrukowanego tekstu (książka, artykuł prasowy, hasło encyklopedyczne), mający za zadanie go uzupełniać, objaśniać albo zdobić. Ilustracja nawiązuje do myśli, historii, tekstu literackiego lub do codziennego życia, jej rolą jest wyjaśnienie i dookreślenie tematu, a także dokumentacja i analiza danego problemu. 
Ilustracje wykonywane są za pomocą technik reprodukcyjnych, występujących w danej epoce.
W szerszym znaczeniu ilustracją może być także ornament w postaci inicjału, bordiury czy winiety, w odpowiedni sposób nawiązujący do charakteru książki.
Początki ilustracji książkowej to iluminacje i miniatury, jeszcze wcześniej ilustracje stosowano między innymi w starożytnym Egipcie do uzupełniania hieroglifów. Najsłynniejszym dziełem z tej epoki jest Księga Umarłych. Książkom drukowanym towarzyszył drzeworyt, miedzioryt, litografia, staloryt, obraz wykonany za pomocą druku offsetowego i światłodruku.

## Rodzaje ilustracji

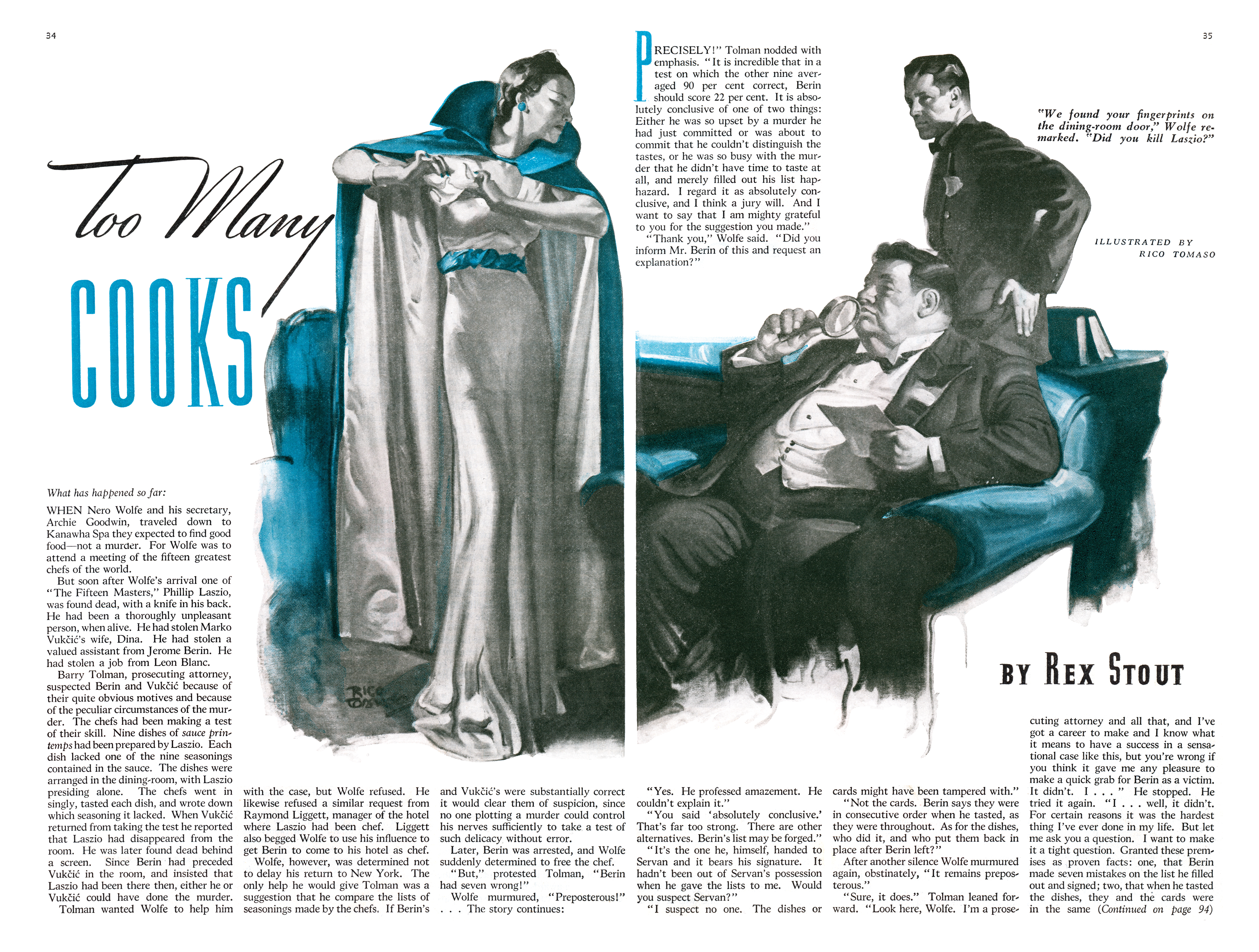
Ilustracje dołączone do powieści Too Many Cooks (aut. Rex Stout) opublikowanej w amerykańskim czasopiśmie „The American Magazine” (1938)

### Podział ilustracji według funkcji
- zdobnicza (ornamenty takie jak inicjały, bordiury, ramki, nagłówki, finaliki, winiety oraz karty tytułowe),
- interpretacyjna (wyjaśniająca treść, np. w podręcznikach i encyklopediach),
- ekspresywna (w utworach fabularnych),
- dokumentalna (ikonografia),
- autoteliczna (zastępującą tekst wobec jego niewystarczalności),
- opisująca (ilustracje w książkach dla dzieci)[3].

### Podział ilustracji ze względu na rodzaj wyrażonej treści
- ilustracja jednostkowa – prezentuje jeden, pojedynczy obiekt,
- ilustracja o treści ogólnej:
  - egzemplifikacyjna – przedstawia jeden okaz, uznany za przykładowy dla całej grupy obiektów (przykład),
  - ekstensjonalna – ukazuje wszystkie elementy danego zbioru, cały zakres,
  - intensjonalna – abstrakcyjna, przedstawia w sposób uschematyzowany istotne cechy właściwe wszystkim elementom zbioru[4].

### Podział ilustracji ze względu na stosunek obrazu do tekstu
- obraz powyżej tekstu – ilustracja daje to, czego tekst dać nie może,
- obraz na płaszczyźnie tekstu – ilustracja daje to, o czym mowa w tekście,
- obraz poniżej tekstu – ilustracja wnosi własne wartości, rozszerza walory znaczeniowe i ekspresyjne tekstu, pełni funkcje bibliologiczne, istotne dla książki jako wytworu artystycznego[5].

## Style i kierunki w ilustracji
Wiek XVIII i XIX, czyli klasycyzm, charakteryzowały się prostotą, monumentalną formą, nie korzystano z kolorów. Podstawowym elementem ilustracji jest linia, która powinna oddawać rzeczowy obraz. W romantyzmie, w pierwszej połowie XIX wieku, pojawiły się motywy baśniowe, religijne i ludowe. Charakterystyczną cechą tego okresu jest upoetyzowanie wiejskiego życia. W drugiej połowie zaczęto podkreślać elementy przyrody, a sama ilustracja stała się sentymentalna i bardziej teatralna. Realizm, który miał swój początek w drugiej połowie XIX wieku, wprowadził malarskie i rysunkowe serie. Secesja natomiast dążyła do nowości – ilustracje z tego okresu cechują się przesadą, pomysłowością i dziwnością. Modnymi elementami były motywy florystyczne i zwierzęce. W impresjonizmie ilustracja była mało popularna, ponieważ nie chciano odwracać nią uwagi od warstwy tekstowej. Jednak kiedy się pojawiała, nie była związana z tekstem. W pierwszej połowie XX wieku tendencją był wzrost estetyki ilustracji, a najbardziej popularna techniką jest drzeworyt, wykorzystywany jako reakcja wobec masowo stosowanym technikom fotochemicznym.